# Britannia (Schiff, 1823)
Die Britannia, auch HMS Britannia, war ein nominell 120-Kanonen-Linienschiff 1. Ranges der Caledonia-Klasse der britischen Marine, das von 1823 bis 1869 in Dienst stand.

## Geschichte
Als eines der neun Schiffe der Caledonia-Klasse wurde die HMS Britannia am 6. November 1812 in Auftrag gegeben. Im Dezember 1813 fand die Kiellegung statt, am 20. Oktober 1820 der Stapellauf.
Nachdem sie 1823 in Dienst gestellt worden war, versah sie in den Jahren 1830–1831 und 1841 den Dienst im Mittelmeergebiet. Sie wurde 1843 außer Dienst gestellt, bevor sie während des Krimkrieges als Flaggschiff von Admiral Sir James Deans Dundas eingesetzt wurde, der die britische Flotte im Mittelmeer und im Schwarzen Meer 1851–1854 kommandierte.
Zu Beginn 1855 kehrte sie nach England zurück und wurde zu einem Lazarettschiff in Portsmouth, danach ein Kadetten-Übungsschiff 1859. Im Jahre 1862 wurde sie nach Portland beordert, 1863 nach Dartmouth.
1869 wurde sie schließlich zum Abbruch verkauft. Ihr Platz in Dartmouth wurde von der HMS Prince of Wales eingenommen, die schließlich auch in Britannia umbenannt wurde.